# Роберт Макартур
Роберт Гельмер Макартур (англ. Robert Helmer MacArthur; 7 квітня 1930, Торонто — 1 листопада 1972, Принстон) — американський еколог, який зробив значний внесок у розвиток багатьох галузей синекології та популяційної екології.

## Освіта
Макартур здобув ступінь бакалавра в Marlboro коледжі, ступінь магістра з математики в Університеті Брауна (1953). Учень Г. Евеліна Хатчинсона, Макартур здобув ступінь доктора філософії в Єльському університеті в 1958 році. Його дисертація стосується поділу екологічних ніш між п'ятьма видами очеретянок у хвойних лісах Нью-Йорка.

## Науковий внесок
Макартур був професором Пенсільванського університету (1958—1965) і професором біології в Принстонському університеті (1965—1972). Він відіграв важливу роль у розвитку теорії розподілу ніш, у співавторстві з Є. O. Вілсоном створив теорію острівної біогеографії — робота, яка змінила галузі дослідження біогеографії, зміцнила підґрунтя екології біоценозів і викликала бурхливий розвиток сучасної ландшафтної екології. Його акцент на статистичну перевірку гіпотез допоміг змінити екологію в основному з описової науки на експериментальну і сприяв розвитку теоретичної екології.
У Принстоні Макартур був головним редактором низки монографій у галузі популяційної біології і брав участь у створенні журналу Theoretical Population Biology. Він також написав книгу Географічна екологія: Закономірності в розподілі видів (Geographical Ecology: Patterns in the Distribution of Species, 1972).
У 1969 р. Роберта Макартура обрано до Національної академії наук США.
Роберт Макартур помер від раку нирки в 1972 році.

## Ресурси Інтернету
- Robert H. MacArthur bibliography